# (74197) 1998 RX49
(74197) 1998 RX49 – planetoida z pasa głównego asteroid okrążająca Słońce w ciągu 3,72 lat w średniej odległości 2,4 j.a. Odkryta 14 września 1998 roku.